# Manfred Wirth (Mediziner)
Manfred Peter Wirth (* 6. Januar 1949 in Rieneck; † 11. Juli 2024) war ein deutscher Urologe und Hochschullehrer. Er war von 1992 bis 2018 Inhaber des Lehrstuhls für Urologie in Dresden.

## Werdegang
Manfred Wirth wurde 1949 in Rieneck in Unterfranken geboren. Nach dem Abitur am Röntgen-Gymnasium Würzburg im Jahr 1969 und dem Grundwehrdienst studierte er ab 1970 Medizin an den Universitäten Frankfurt am Main und Würzburg. In den Jahren 1976 und 1977 absolvierte er seine Medizinalassistentenzeit am Kreiskrankenhaus Gerolzhofen und am Carl von Hess Krankenhaus in Hammelburg. 1977 erhielt er die ärztliche Approbation und wurde zum Dr. med. an der Universität Würzburg  promoviert, wo er anschließend bis 1993 tätig wurde: 1977/78 als wissenschaftlicher Mitarbeiter, dann als Assistent an der Chirurgischen Universitätsklinik. Von 1979 bis 1992 arbeitete er an der dortigen Urologischen Universitätsklinik unter der Leitung von Hubert Frohmüller. Wirth erhielt 1984 die Anerkennung als Facharzt für Urologie und wurde 1986 mit einer Arbeit über Immunologische Aspekte des Prostata-Carcinoms habilitiert. Ab 1986 war Manfred Wirth Oberarzt und ab 1990 Professor für Urologie in Würzburg. 1992 wurde er auf den Lehrstuhl für Urologie und zum Direktor der Klinik und Poliklinik für Urologie an der Medizinischen Akademie „Carl Gustav Carus“ in Dresden, heute Universitätsklinikum Dresden, berufen, der er bis zu seiner Emeritierung im Jahr 2018 vorstand. Unter seiner Leitung entwickelte sich die Einrichtung zu einer der größten Kliniken ihrer Art in Deutschland. Von 1994 bis 1999 war Manfred Wirth zudem Leitender Ärztlicher Direktor des Universitätsklinikums.
Von 2005 bis 2019 war er Vorsitzender der Leitliniengruppe Prostatakarzinom des Leitlinienprogramms Onkologie.

## Würdigung
Manfred Wirth wird als einer der Gründerväter der Dresdner Hochschulmedizin bezeichnet. In diesem Zusammenhang wurde unter anderem auch sein persönliches Engagement für die Gründung und Entwicklung des Ökumenischen Seelsorgezentrums am Universitätsklinikum Dresden hervorgehoben. Die Forschungsergebnisse seines Teams wurden international beachtet. Manfred Wirth hatte maßgeblichen Anteil an der Etablierung und Verbreitung wissenschaftlich begründeter (sogenannter evidenzbasierter) Leitlinien und Patienteninformationen in seinem Fachgebiet.

## Schriften (Auswahl)
- M. Wirth, J.E. Altwein, B. Schmitz-Dräger, S. Kuptz (Herausgeber) Molecular Biology of Prostate Cancer. Berlin, Walter de Gruyter 1998
- Manfred Wirth (Vorsitzender der Leitliniengruppe Prostatakarzinom 2006–2019) et al. (Leitlinien-Steuergruppe). Interdisziplinäre Leitlinie der Qualität S3 zur Früherkennung, Diagnose und Therapie der verschiedenen Stadien des Prostatakarzinoms, Versionen 1 bis 2. Berlin, Leitlinienprogramm Onkologie, Stand 2024
- Maurice Stephan Michel, Joachim W. Thüroff, Günter Janetschek, Manfred P. Wirth (Herausgeber) Die Urologie in 3 Bänden, 2. Auflage. Berlin, Springer 2023

## Ehrungen
- 2003: Bundesverdienstkreuz am Bande[1]
- 2005: Ehrendoktor der Universität Prešov (Slowakei)[16]
- Willy-Gregoir-Medaille und Ehrenmitgliedschaft der Europäischen Gesellschaft für Urologie[17]
- 2014: Maximilian Nitze-Medaille der Deutschen Gesellschaft für Urologie[18]
- Ritter-von-Frisch-Preis der Deutschen Gesellschaft für Urologie
- 2022: Ehrenring der Stadt Rieneck[19]
- Ehrenmitgliedschaft zahlreicher internationaler medizinisch-wissenschaftlicher Fachgesellschaften[20]